# María del Carmen Chaves
María del Carmen Chaves Calvo (Hospitalet de Llobregat, 13 de enero de 1967) es una deportista española que compitió en ciclismo adaptado en las modalidades de ruta y pista. Ganó una medalla de bronce en los Juegos Paralímpicos de Atlanta 1996 en la prueba de ruta tándem clase abierta (50/60k).

## Palmarés internacional
| Juegos Paralímpicos | Juegos Paralímpicos      | Juegos Paralímpicos | Juegos Paralímpicos              |
| Año                 | Lugar                    | Medalla             | Prueba                           |
| ------------------- | ------------------------ | ------------------- | -------------------------------- |
| 1996                | Atlanta (Estados Unidos) | Medalla de bronce   | Ruta tándem clase abierta 50/60k |